# Claire Lefebvre
Pour les articles homonymes, voir Lefebvre.
 (décembre 2017).
Si vous disposez d'ouvrages ou d'articles de référence ou si vous connaissez des sites web de qualité traitant du thème abordé ici, merci de compléter l'article en donnant les références utiles à sa vérifiabilité et en les liant à la section « Notes et références ».
Claire Lefebvre est une professeure québécoise de linguistique. Elle enseigne à l'Université du Québec à Montréal (UQAM).
Elle possède un doctorat de l'Université de la Californie à Berkeley.
Elle a été directrice de l'Institut des sciences cognitives de l'UQAM de sa création jusqu'en 2008.

## Prix et distinctions
- 1994 - Prix André-Laurendeau de l'ACFAS[1]
- 2002 - Membre de la Société royale du Canada